# Liste der diplomatischen Vertretungen in Belgien

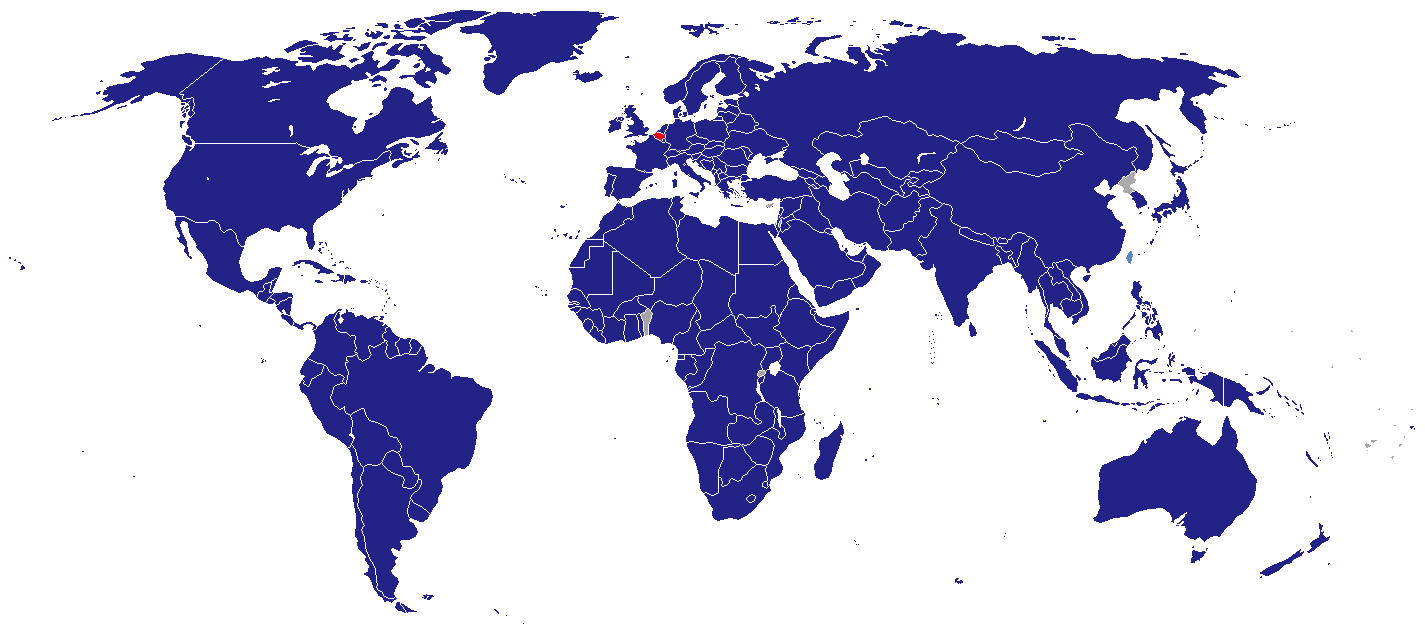
Königreich Belgien
Staaten, die in Belgien eine Vertretung unterhalten

Dies ist eine Liste der diplomatischen Vertretungen in Belgien. 
Als wichtiges internationales, politisches Zentrum und Sitz mehrerer internationaler Organisationen haben – mit Ausnahme von weniger als zehn – alle der knapp 199 Staaten der Erde eine diplomatische Vertretung in der belgischen Hauptstadt Brüssel.
Neben den Botschaftern beim König der Belgier existiert auch eine Vielzahl von ständigen Vertretungen bei der Nordatlantik-Organisation (NATO) und der Europäischen Union (EU). 

## Botschaften

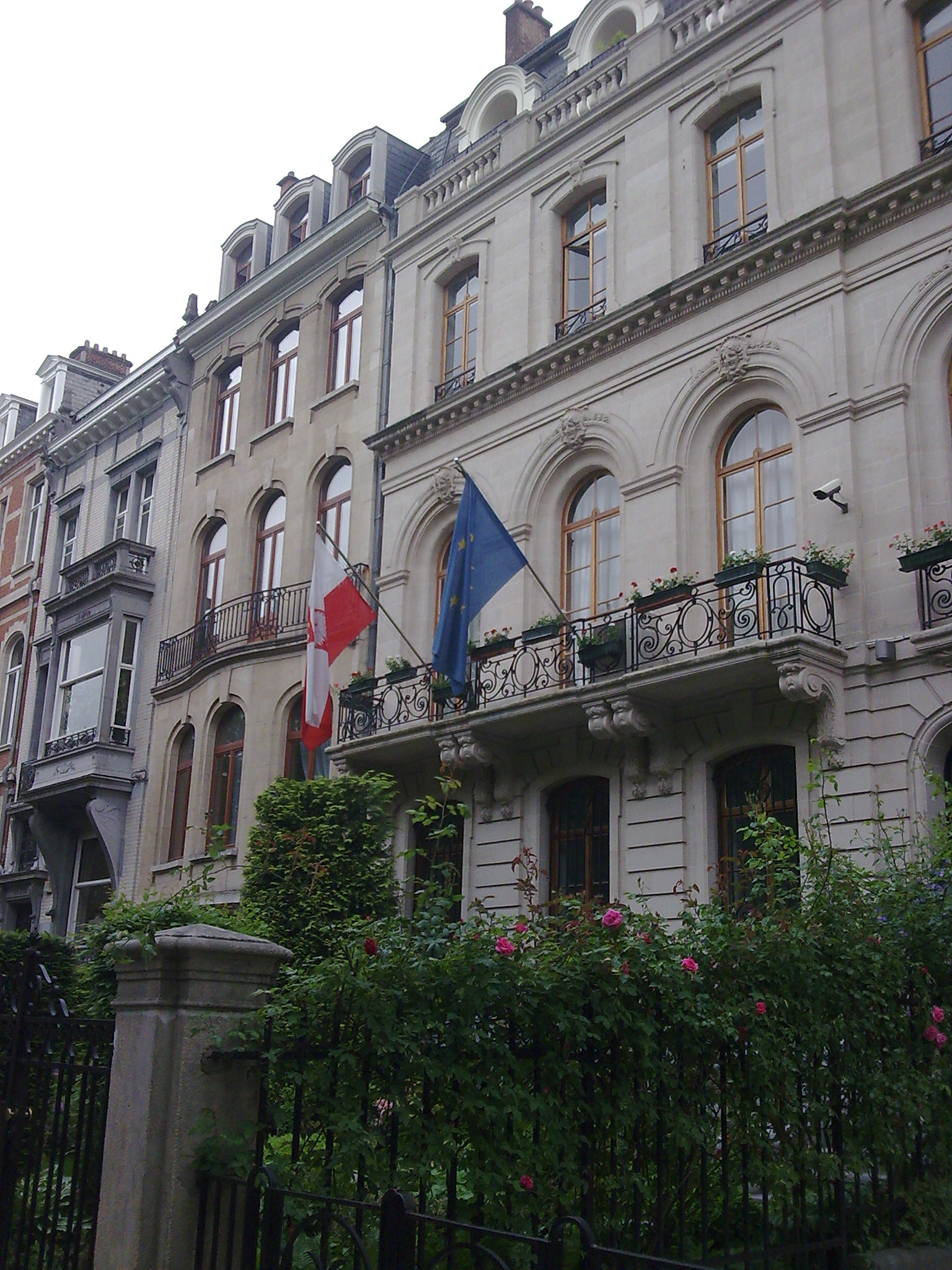
Polnische Botschaft in Etterbeek

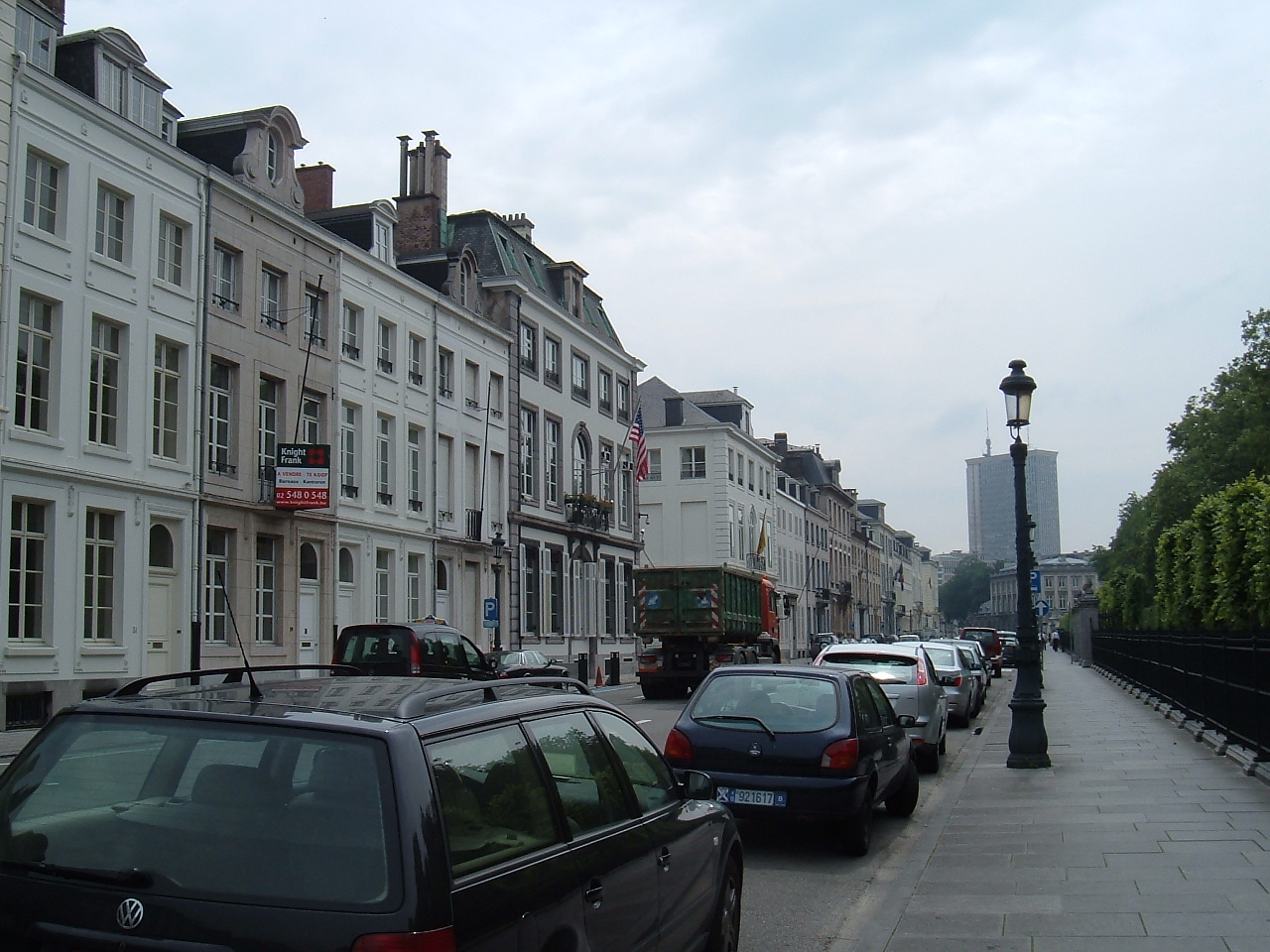
Botschaft der Vereinigten Staaten (Bildmitte) am Brüsseler Warandepark

| - Afghanistan, Botschaft - Ägypten, Botschaft - Äquatorialguinea, Botschaft - Albanien, Botschaft - Algerien, Botschaft - Andorra, Botschaft - Angola, Botschaft - Argentinien, Botschaft - Armenien, Botschaft - Äthiopien, Botschaft - Australien, Botschaft - Aserbaidschan, Botschaft - Bahamas, Botschaft - Bahrain, Botschaft - Bangladesch, Botschaft - Barbados, Botschaft - Belarus, Botschaft - Belize, Botschaft - Benin, Botschaft (seit 2020 geschlossen) - Bhutan, Botschaft - Bolivien, Botschaft - Bosnien u. Herzegowina, Botschaft - Botswana, Botschaft - Brasilien, Botschaft - Brunei, Botschaft - Bulgarien, Botschaft - Burkina Faso, Botschaft - Burundi, Botschaft - Chile, Botschaft - Volksrepublik China, Botschaft - Cookinseln, Botschaft - Costa Rica, Botschaft - Dänemark, Botschaft - Deutschland, Botschaft - Dschibuti, Botschaft - Dominica, Botschaft - Dominikanische Republik, Botschaft - Elfenbeinküste, Botschaft - Ecuador, Botschaft - El Salvador, Botschaft - Eritrea, Botschaft - Estland, Botschaft - Fidschi, Botschaft - Finnland, Botschaft - Frankreich, Botschaft - Gabun, Botschaft - Gambia, Botschaft - Georgien, Botschaft - Ghana, Botschaft - Grenada, Botschaft - Griechenland, Botschaft - Guatemala, Botschaft - Guinea, Botschaft - Guinea-Bissau, Botschaft - Guyana, Botschaft - Haiti, Botschaft - Honduras, Botschaft - Island, Botschaft - Indien, Botschaft - Indonesien, Botschaft - Iran, Botschaft - Irak, Botschaft - Irland, Botschaft - Israel, Botschaft | - Italien, Botschaft - Jamaika, Botschaft - Japan, Botschaft - Jemen, Botschaft - Jordanien, Botschaft - Katar, Botschaft - Kambodscha, Botschaft - Kamerun, Botschaft - Kanada, Botschaft - Kap Verde, Botschaft - Kasachstan, Botschaft - Kenia, Botschaft - Kolumbien, Botschaft - Komoren, Botschaft - Republik Kongo, Botschaft - Dem. Republik Kongo, Botschaft - Korea, Republik, Botschaft - Kroatien, Botschaft - Kuba, Botschaft - Kosovo, Botschaft - Kuwait, Botschaft - Kirgisistan, Botschaft - Laos, Botschaft - Lettland, Botschaft - Libanon, Botschaft - Lesotho, Botschaft - Liberia, Botschaft - Libyen, Botschaft - Liechtenstein, Botschaft - Litauen, Botschaft - Luxemburg, Botschaft - Madagaskar, Botschaft - Malawi, Botschaft - Malaysia, Botschaft - Mali, Botschaft - Malta, Botschaft - Mauretanien, Botschaft - Mauritius, Botschaft - Mexiko, Botschaft - Moldau, Botschaft - Monaco, Botschaft - Mongolei, Botschaft - Montenegro, Botschaft - Marokko, Botschaft - Mosambik, Botschaft - Myanmar, Botschaft - Namibia, Botschaft - Nepal, Botschaft - Niederlande, Botschaft - Neuseeland, Botschaft - Nicaragua, Botschaft - Niger, Botschaft - Nigeria, Botschaft - Nordmazedonien, Botschaft - Norwegen, Botschaft - Oman, Botschaft - Österreich, Botschaft - Osttimor, Botschaft - Pakistan, Botschaft - Palau, Botschaft - Panama, Botschaft - Papua-Neuguinea, Botschaft - Paraguay, Botschaft | - Peru, Botschaft - Philippinen, Botschaft - Polen, Botschaft - Portugal, Botschaft - Rumänien, Botschaft - Russland, Botschaft - Ruanda, Botschaft - St. Kitts und Nevis, Botschaft - St. Lucia, Botschaft - St. Vincent u. d. Grenadinen, Botschaft - Samoa, Botschaft - Sambia, Botschaft - Schweiz, Botschaft - San Marino, Botschaft - São Tomé und Príncipe, Botschaft - Saudi-Arabien, Botschaft - Senegal, Botschaft - Serbien, Botschaft - Seychellen, Botschaft - Sierra Leone, Botschaft - Simbabwe, Botschaft - Singapur, Botschaft - Slowakei, Botschaft - Slowenien, Botschaft - Salomonen, Botschaft - Somalia, Botschaft - Südafrika, Botschaft - Südsudan, Botschaft - Spanien, Botschaft - Sri Lanka, Botschaft - Sudan, Botschaft - Suriname, Botschaft - Eswatini, Botschaft - Syrien, Botschaft - Tadschikistan, Botschaft - Tansania, Botschaft - Thailand, Botschaft - Togo, Botschaft - Tschad, Botschaft - Tschechien, Botschaft - Trinidad und Tobago, Botschaft - Tunesien, Botschaft - Türkei, Botschaft - Turkmenistan, Botschaft - Tuvalu, Botschaft - Uganda, Botschaft - Ukraine, Botschaft - Ungarn, Botschaft - Vereinigte Arab. Emirate, Botschaft - Vereinigtes Königreich, Botschaft - Vereinigte Staaten, Botschaft - Uruguay, Botschaft - Usbekistan, Botschaft - Vanuatu, Botschaft - Vatikanstadt, Nuntiatur - Venezuela, Botschaft - Vietnam, Botschaft - Zentralafrikanische Republik, Botschaft |

## Vertretungen bei der Europäischen Union

### Vertretungen der Mitgliedstaaten
Die Vertretungen der Mitgliedstaaten sind von denen der Nicht-Mitgliedstaaten zu unterscheiden. Im Ausschuss der Ständigen Vertreter der Mitgliedstaaten (AStV) werden die Sitzungen des Rates der Europäischen Union vorbereitet. Es fällt ihm im gemeinschaftlichen Beschlussfassungsprozess eine zentrale Rolle zu, denn er ist sowohl ein Forum des Dialogs zwischen den Ständigen Vertretern sowie zwischen diesen und ihren Regierungen als auch ein politisches Kontrollgremium, das die Arbeit der Sachverständigengruppen lenkt und überwacht.
Daneben besitzen die Vertretungen der Regionen (wie etwa die Beobachter der Länder bei der Europäischen Union) und der Ausschuss der Regionen lediglich Beobachterstatus im politischen System der Europäischen Union. 
| - Belgien - Bulgarien - Dänemark - Deutschland (Vertretung) - Estland - Finnland - Frankreich | - Griechenland - Irland - Italien - Kroatien - Lettland - Litauen - Luxemburg | - Malta - Niederlande - Österreich (Vertretung) - Polen - Portugal - Rumänien - Schweden | - Slowakei - Slowenien - Spanien - Tschechien - Ungarn - Zypern |

### Andere Staaten
| - Albanien - Argentinien - Armenien - Aserbaidschan - Bosnien und Herzegowina - Brasilien - Chile - Volksrepublik China - Indonesien | - Israel - Jamaika - Japan - Jordanien - Kanada - Kasachstan - Kenia - Demokratische Republik Kongo - Madagaskar | - Mexiko - Moldau - Montenegro - Marokko - Nordmazedonien - Norwegen - Pakistan - Palästina - Russland | - Schweiz - Serbien - Syrien - Türkei - Ukraine - Vatikanstadt - Vereinigte Staaten |

## Vertretungen bei der Nordatlantik-Organisation
Brüssel ist Sitz der Organisation des Nordatlantikvertrags (NATO). 

### Vertretungen der Mitgliedstaaten
| - Albanien (→ Liste der St. Vertreter) - Belgien (→ Liste der St. Vertreter) - Bulgarien (→ Liste der St. Vertreter) - Dänemark (→ Liste der St. Vertreter) - Deutschland (→ Liste der St. Vertreter) - Estland (→ Liste der St. Vertreter) - Frankreich (→ Liste der St. Vertreter) - Griechenland (→ Liste der St. Vertreter) - Island (→ Liste der St. Vertreter) - Italien (→ Liste der St. Vertreter) - Kanada (→ Liste der St. Vertreter) - Kroatien (→ Liste der St. Vertreter) - Lettland (→ Liste der St. Vertreter) - Litauen (→ Liste der St. Vertreter) - Luxemburg (→ Liste der St. Vertreter) | - Montenegro (→ Liste der St. Vertreter) - Niederlande (→ Liste der St. Vertreter) - Nordmazedonien (→ Liste der St. Vertreter) - Norwegen (→ Liste der St. Vertreter) - Polen (→ Liste der St. Vertreter) - Portugal (→ Liste der St. Vertreter) - Rumänien (→ Liste der St. Vertreter) - Slowakei (→ Liste der St. Vertreter) - Slowenien (→ Liste der St. Vertreter) - Spanien (→ Liste der St. Vertreter) - Tschechien (→ Liste der St. Vertreter) - Türkei (→ Liste der St. Vertreter) - Ungarn (→ Liste der St. Vertreter) - Vereinigtes Königreich (→ Liste der St. Vertreter) - Vereinigte Staaten (→ Liste der St. Vertreter) |

### Andere Staaten
| - Armenien - Aserbaidschan - Finnland | - Georgien - Österreich | - Russland - Schweden - Schweiz | - Ukraine - Usbekistan |

### Außenbeziehungen Belgiens
- FÖD Auswärtige Angelegenheiten

### Außenbeziehungen der Europäischen Union
- Gemeinsame Außen- und Sicherheitspolitik
- Gemeinsame Sicherheits- und Verteidigungspolitik